# Kościół Nawiedzenia Najświętszej Maryi Panny w Krasnobrodzie
Kościół Nawiedzenia Najświętszej Maryi Panny w Krasnobrodzie – rzymskokatolicki kościół parafialny, pochodzący z końca XVII wieku, będący częścią podominikańskiego zespołu klasztornego.

## Budynek kościoła
Kościół został wybudowany w latach 1690–1699 w stylu barokowym według projektu Jana Michała Linka i konsekrowany 12 sierpnia 1699 roku przez lwowskiego biskupa ormiańskiego, Stanisława Kotlińskiego. Budowlę ufundowała Maria Kazimiera Sobieska, zaś administrowanie nią powierzyła miejscowym dominikanom (zostali usunięci przez władze carskie w 1864). 
Kościół jest murowany z cegły, otynkowany, jednonawowy, przy prezbiterium są dwie zakrystie i skarbiec, nad nawą wieżyczka na sygnaturkę. W latach 1767–1769 przebudowano fronton. W 1778 dobudowano kruchtę wraz z bramą według projektu Jana Mauchera. Wnętrze świątyni jest wyposażone w 5 pozłacanych ołtarzy. Drewniany ołtarz główny został wykonany przez Jana Mauchera w latach 1774–1776. Między kolumnami znajdują się postacie świętych zakonników dominikańskich: Jacka, Dominika, Wincentego Ferreriusza i Tomasza z Akwinu. W centrum ołtarza na tle kopii wizerunku Matki Bożej Krasnobrodzkiej umieszczono oryginalny cudowny obrazek. W górnej części ołtarza zawieszone jest malowidło przedstawiające nawiedzenie św. Elżbiety przez Maryję (z XVIII w.). W nawie głównej znajdują się drewniane ołtarze boczne: Matki Bożej Częstochowskiej, św. Walentego, Chrystusa Ukrzyżowanego i św. Anny. Ołtarz soborowy pochodzi prawdopodobnie z prywatnej kaplicy Jana III Sobieskiego. Na przedniej ścianie nawy głównej znajduje się malowidło przedstawiające adorację Trójcy Św. i Matki Bożej. Chrzcielnica o podstawie marmurowej pochodzi z 1908. W 1998 umieszczono w oknach witraże przedstawiające radosne i chwalebne tajemnice różańcowe.

## Zespół klasztorny
Kościół jest połączony z XVIII-wiecznym, dwukondygnacyjnym budynkiem klasztornym z dzwonnicą. Między nimi znajduje się czworoboczny dziedziniec. Na podwórzu przyklasztornym znajduje się drewniany spichrz z 1795 roku. Przed dawnym klasztorem stoją dwie figury z piaskowca: Chrystusa Dobrego Pasterza – Proboszcza Świata i Jana Pawła II – Jego Wikariusza (z lat 1997–1998). Z prawej strony kościoła znajduje się zadrzewiony plac, otoczony murem (dawny cmentarz), na którym wybudowano ołtarz polowy (tutaj odbywają się uroczystości maryjne). W lesie za zespołem klasztornym mieszczą się stacje drogi krzyżowej.

Kościół pw. Nawiedzenia Najświętszej Maryi Panny
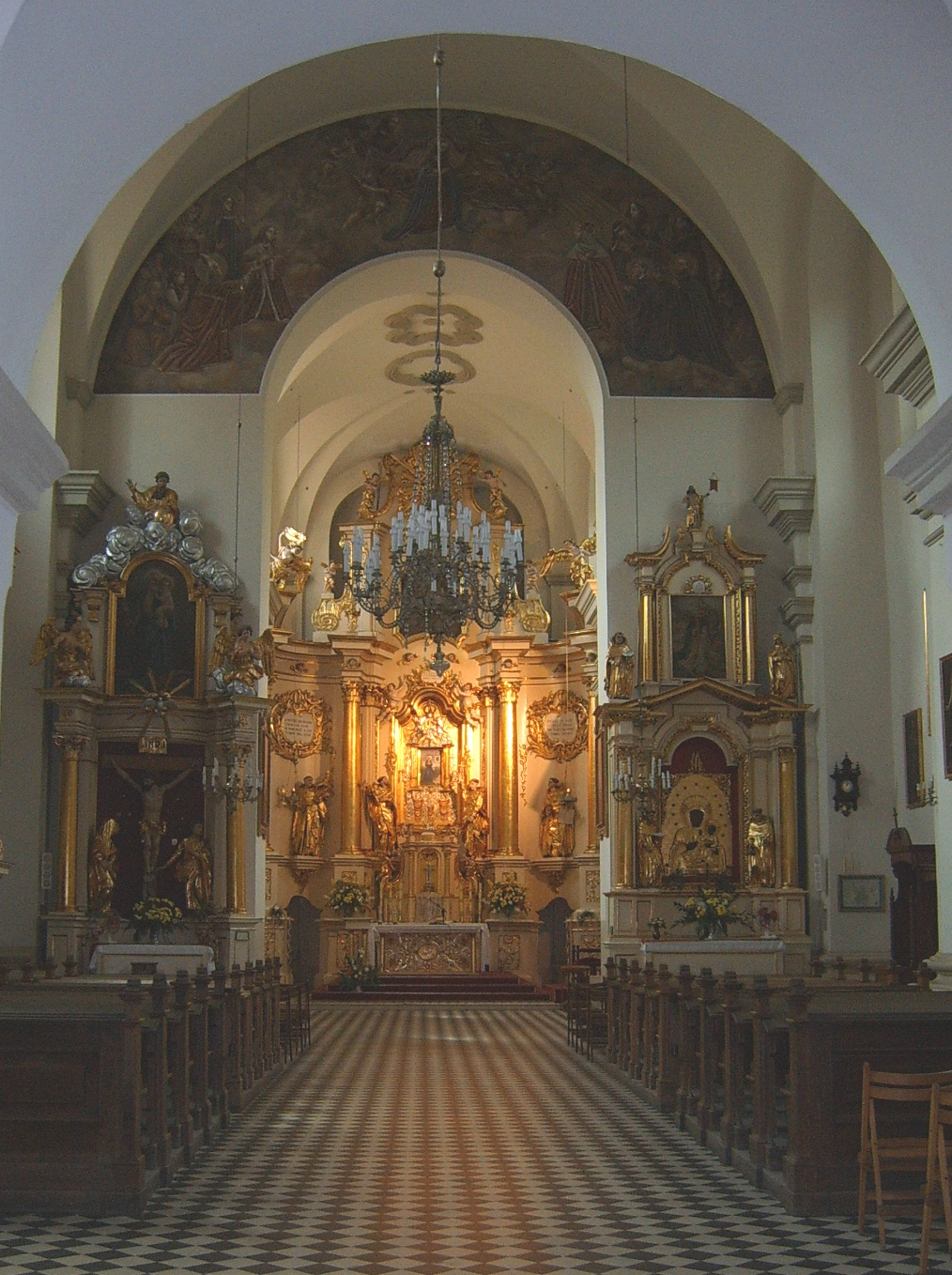
Wnętrze kościoła
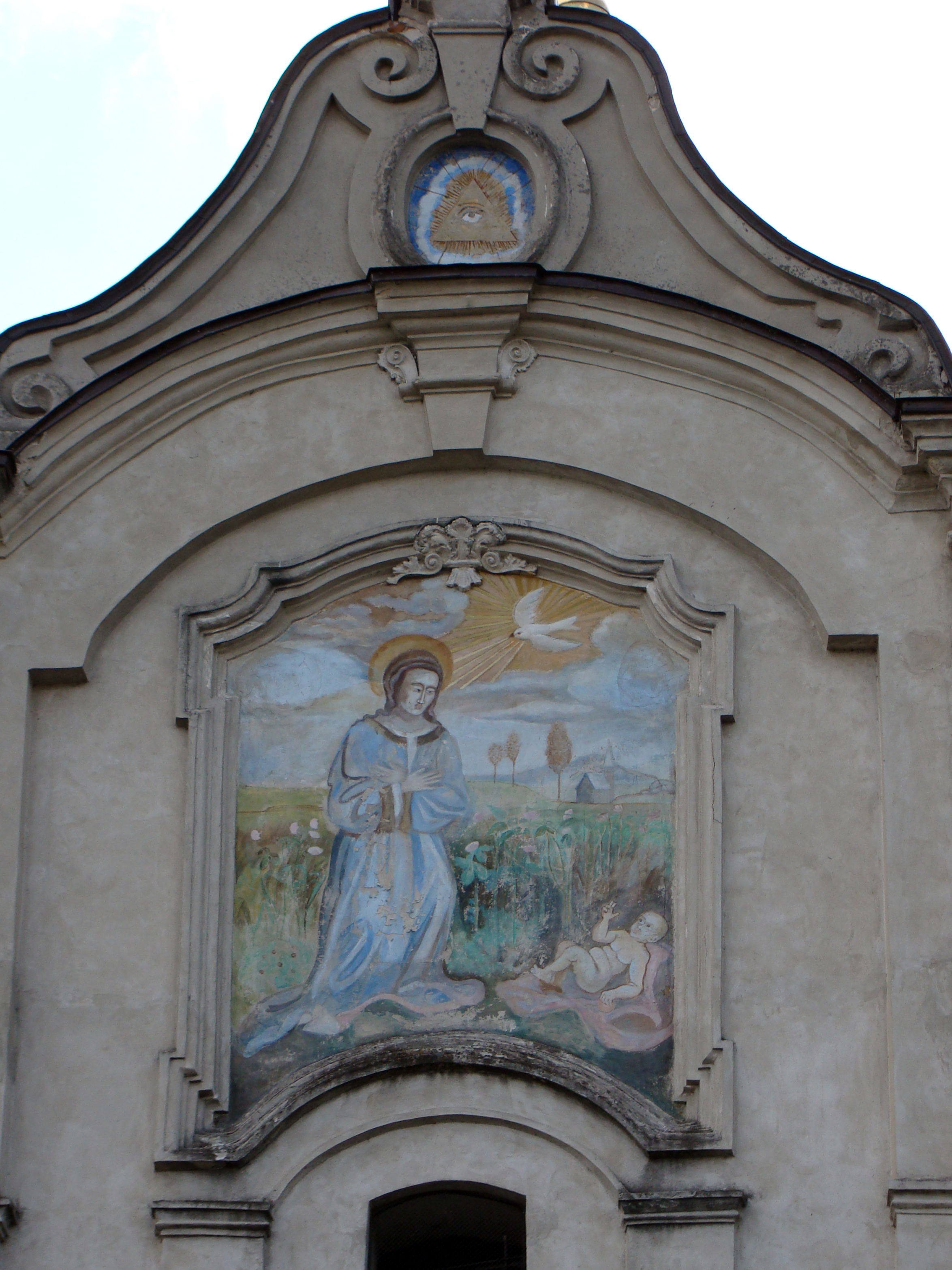
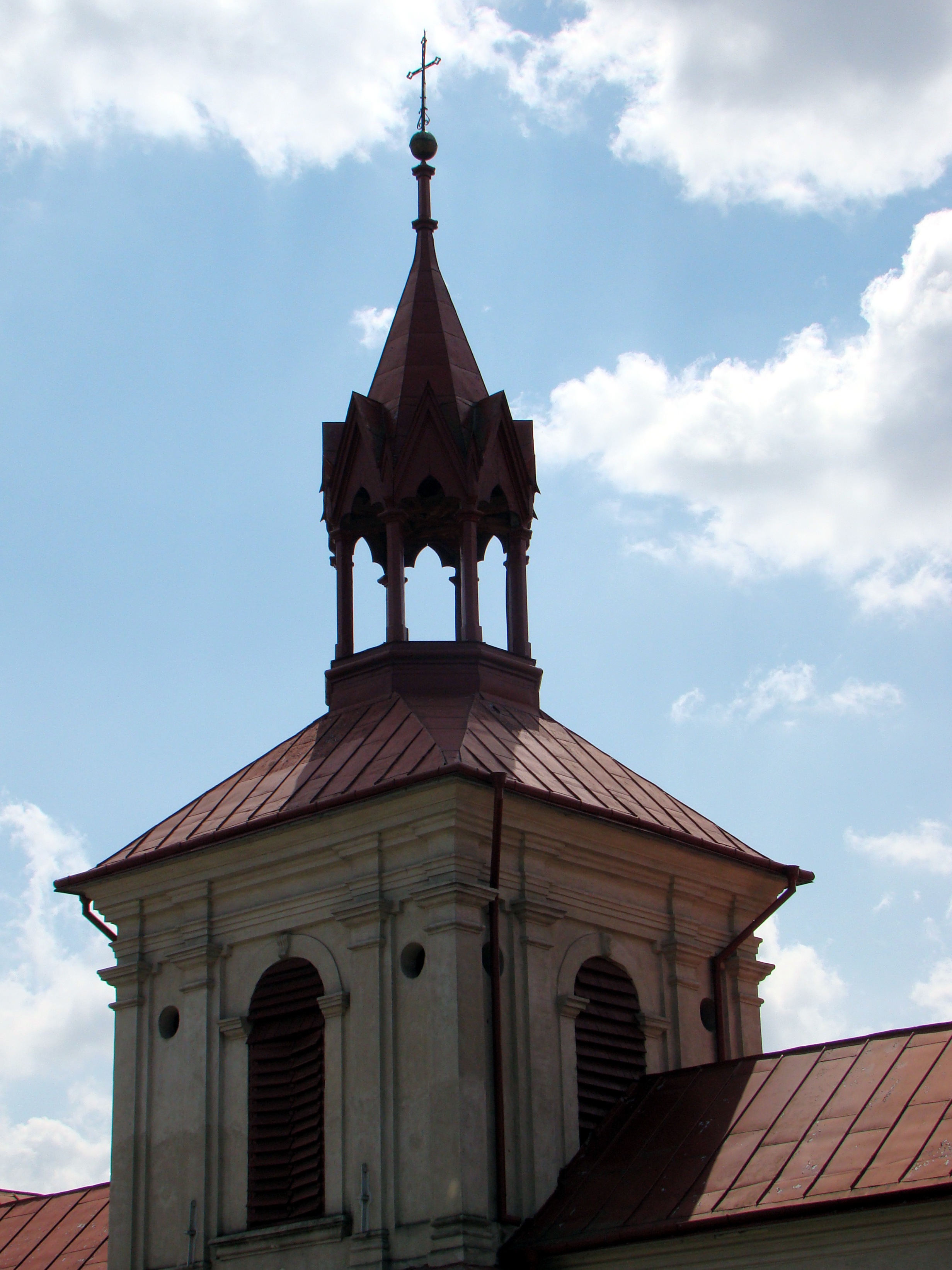
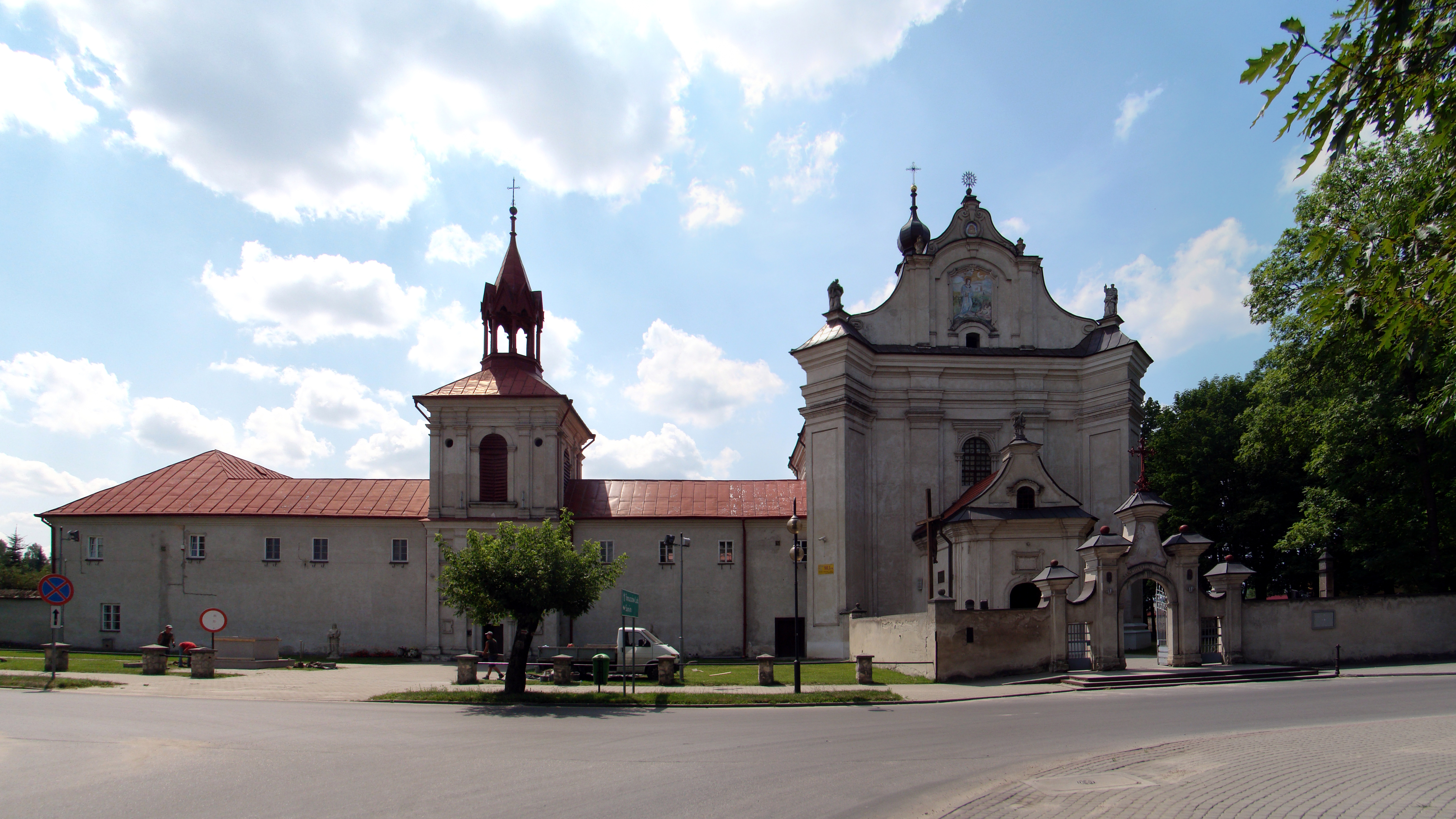
Kościół pw. NNMP i dawny klasztor – panorama
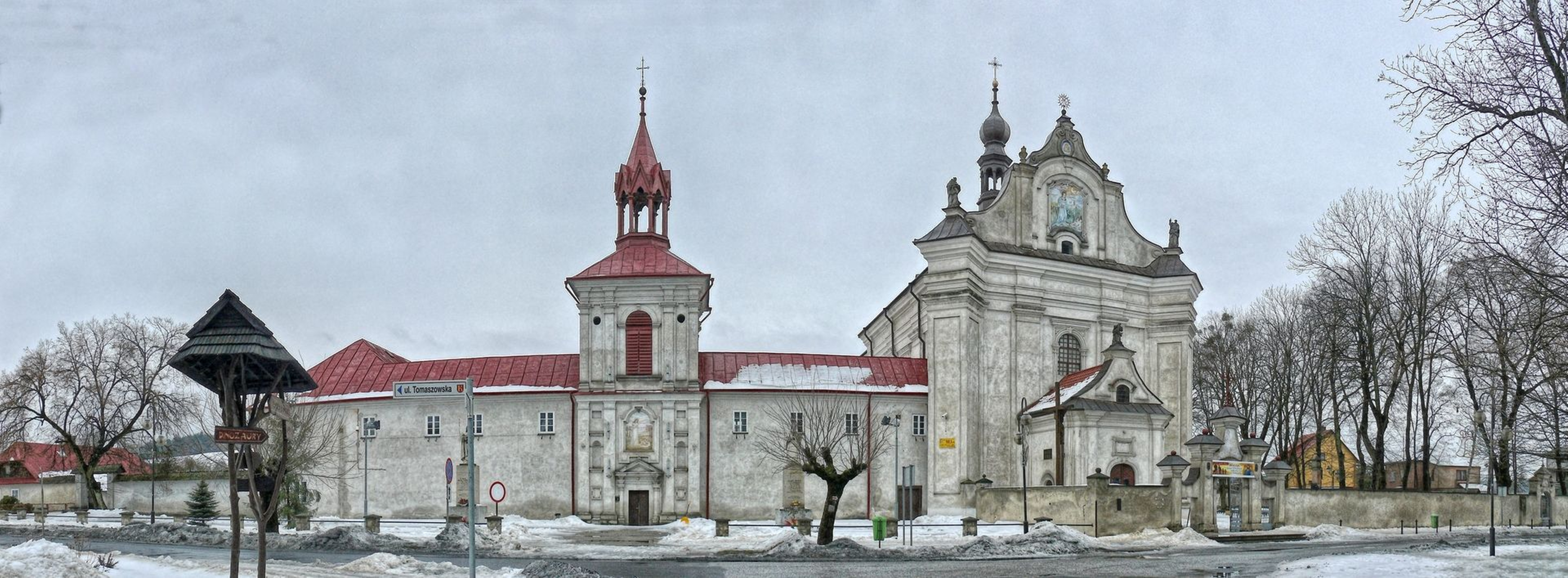
Kościół pw. NNMP i dawny klasztor – panorama HDR

## Kaplice
Zabytkowa aleja kasztanowo-brzozowa łączy świątynię z „Kaplicą na Wodzie” (drewniana z 1 poł. XIX w.). Przy alei stoją również trzy inne kaplice: św. Onufrego (murowana na planie liścia koniczyny, z 1846), św. Mikołaja i św. Anny (drewniana z XIX w.) oraz św. Antoniego (drewniana z XIX w.). 

Kaplice
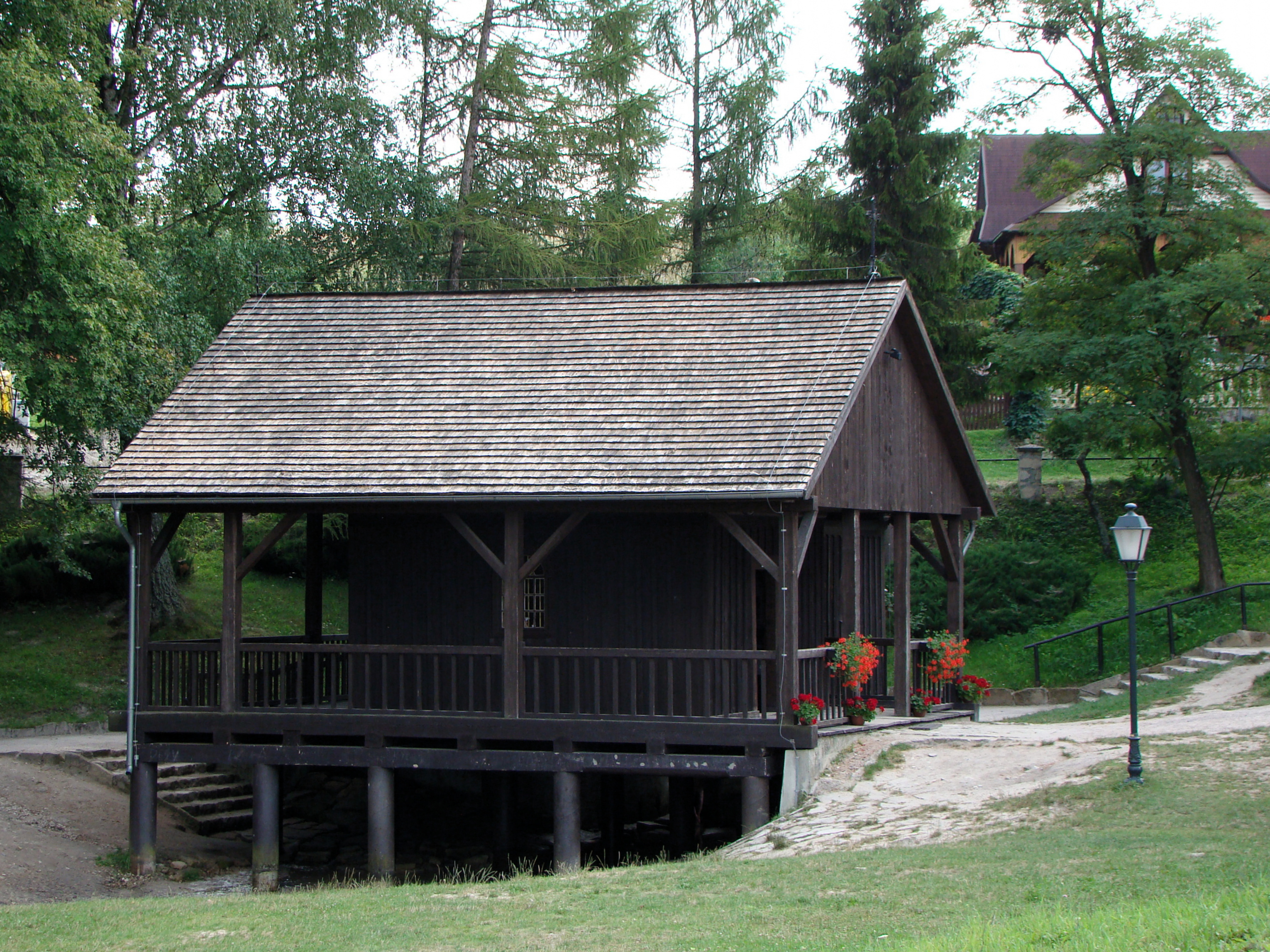
Kaplica „Na Wodzie”
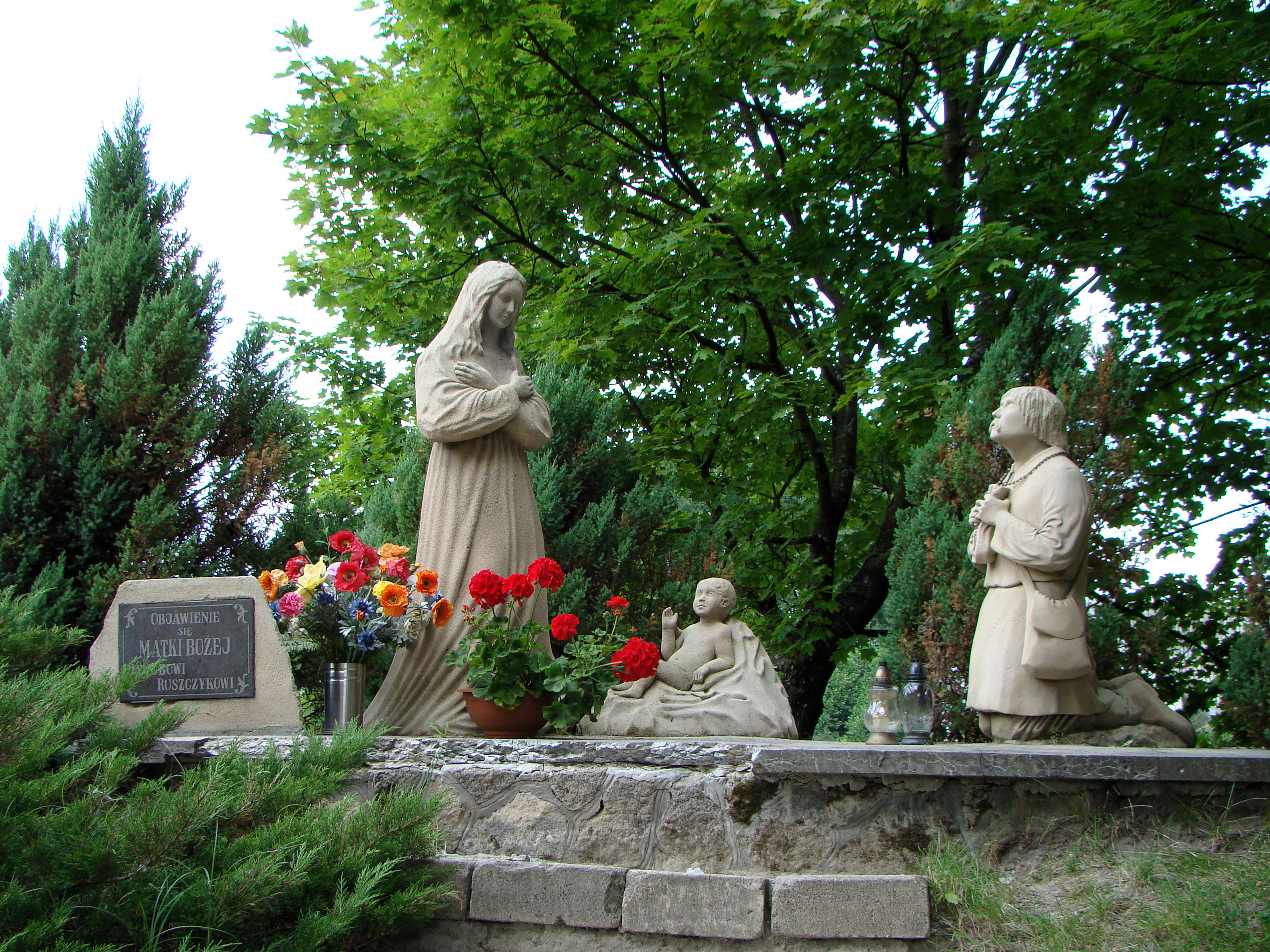
Objawienie się MB Jakubowi Ruszczykowi
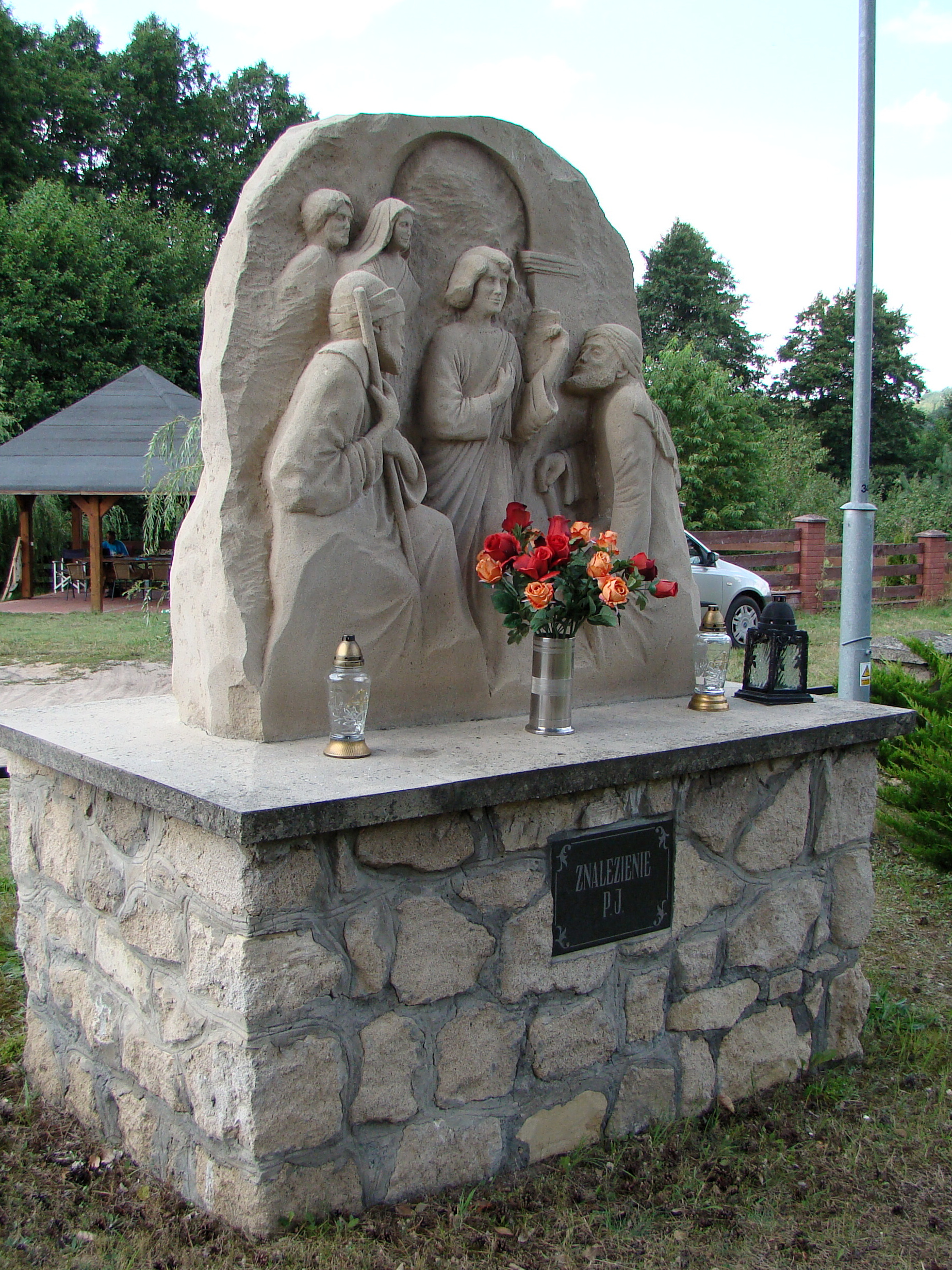
Dróżki różańcowe w pobliżu kaplicy „Na Wodzie”
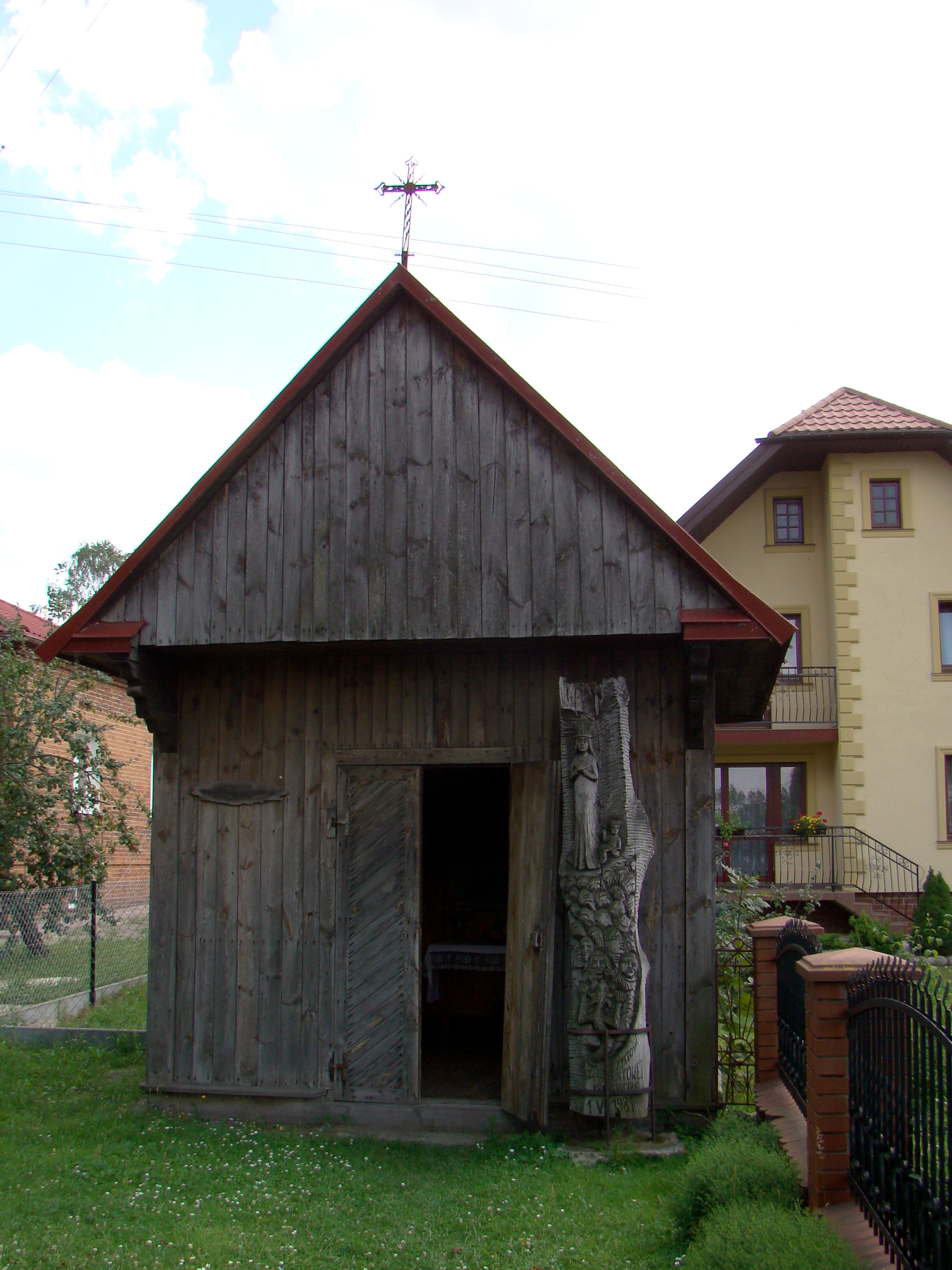
Kaplica przy alei NMP
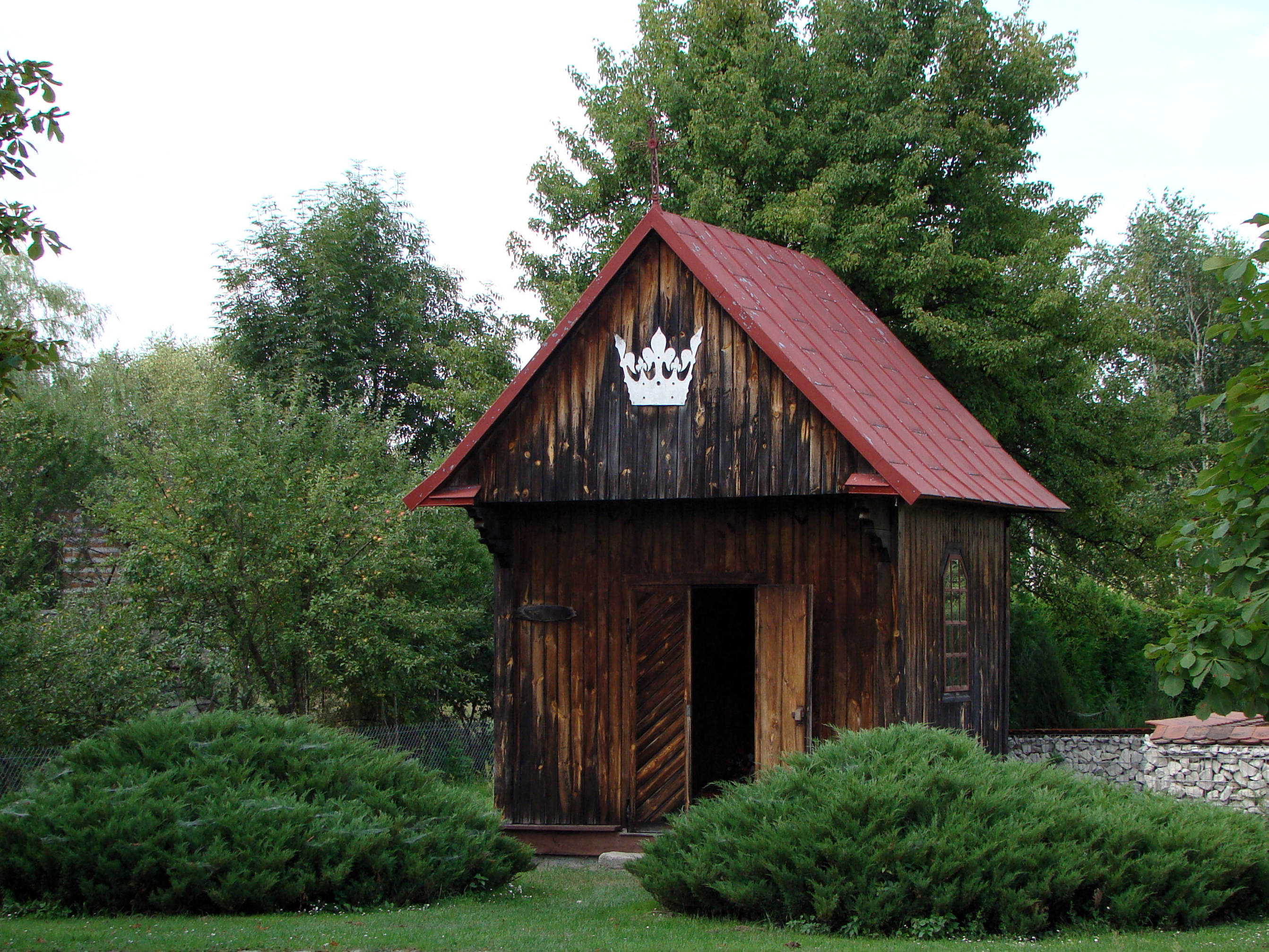
Kaplica przy alei NMP
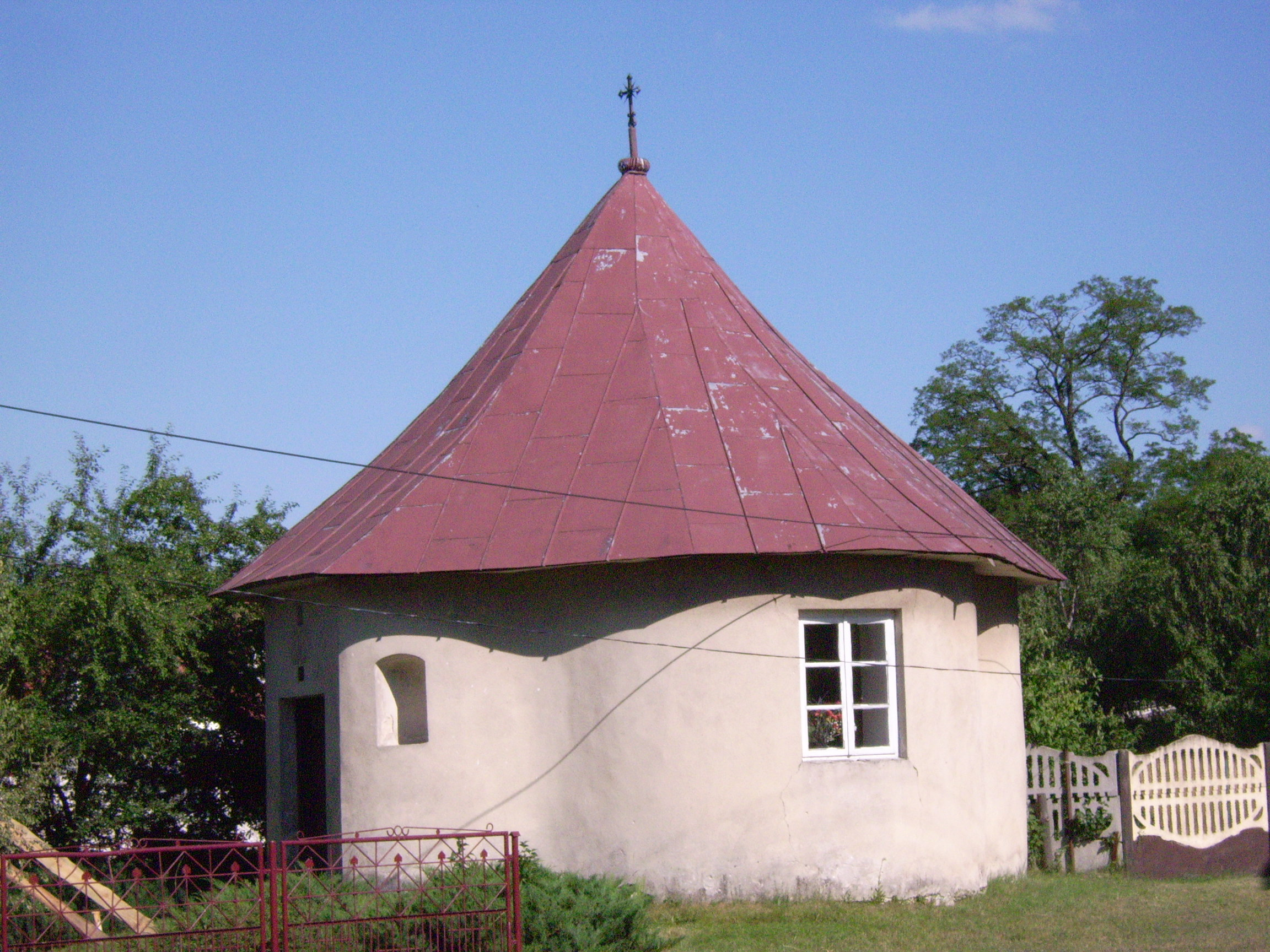
Kaplica przy alei NMP